# 佐野文彦
佐野 文彦（さの ふみひこ）は、日本の刑法学者。法務博士(東京大学)。
法政大学法学部法律学科准教授。

## 略歴
2014年 - 東京大学法学部卒業。
2016年 - 東京大学大学院法学政治学研究科 法曹養成専攻 修了。
2016年 - 東京大学大学院法学政治学研究科 助教授。
2020年 - 法政大学法学部法律学科 准教授。

## 著作等

### 単著
- 『刑事責任能力の判断について: 原理・基準・適用』（有斐閣、2025年）

### 共著
- 『判例トレーニング刑法総論』（信山社出版、2023年）

### 論文
- 『ストーカー行為罪に関する解釈論と立法論の試み』（東京大学法科大学院ローレビュー、10、3-30、2015年）
- 『「家族」間における子の奪い合いに対する未成年者拐取罪の適用に関する試論』（東京大学法科大学院ローレビュー、11、72-150、2016年）
- 『児童福祉法34条1項6号の児童に「淫行」を「させる行為」の意義と判断方法』（論究ジュリスト (22)、229-234、2017年）
- 『刑事責任能力の判断について : 原理・基準・適用(1)』（法学協会雑誌 = Journal of the Jurisprudence Association、137(9)、1551-1643、2020年）
- 『ストーカー規制法に関する判例・裁判例の分析 : 令和2年判例の意義を中心に—特集 ストーカー規制法の問題点』（刑事法ジャーナル、71、17-38、2022年）など